# Hugo (televizijska igra)
Hugo je interaktivna dječja televizijska igra koja se započela emitirati u travnju 1996. na Drugom programu Hrvatske radiotelevizije. Nastala je u Danskoj 1990. godine. Hugo se prikazivao u više od 40 zemalja svijeta, uključujući i Hrvatsku gdje su ga vodili Boris Mirković, Ivana Plechinger i Kristijan Ugrina, a glas Hugu posuđivao je poznati glumac Ivo Rogulja.

## Radnja
Hugo je maleni trol koji se borio protiv zločeste vještice Mordane kako bi spasio svoju ženu, Hugolinu i troje djece. Ideja je televizijske igre bila da djeca kod kuće, uz telefon upravljaju Hugom prikazanim na ekranu. Hugo je imao nekoliko misija, poput vožnje rijekom na deblima, vožnje zrakoplovom, ili npr. penjanje na planinu (nakon čega bi Hugo rekao Nismo se popeli na Himalaju, ali uspješno smo došli kraju), skokovi po bundevama itd. Franšiza se također mijenjala, a 2001. je započela u djelomičnom 3D sučelju, gdje je Hugo jahao nojeve, imao vlastiti pogon kroz koji je prolazio prašumom ili se spuštao u rudnik. Hugo je bio veoma popularan u vrijeme svog emitiranja (od 1. travnja 1996. do 15. lipnja 2004.) na Hrvatskoj radioteleviziji i globalno od 1991. – 2007.

## Videoigre
Postoji više od 30 igara koje su prodane u više od 10 milijuna kopija (više od 3 milijuna je prodano u Njemačkoj), za osobna računala, igraće konzole i mobilne platforme. Većina igara minimalističkog je tipa, s nekoliko razina, dok postoje i edukativne.
Prva dugometražna igra je stvorena 1991., dok je prva igra u 3D sučelju Hugo: Quest for the Sunstones, objavljena 2000.
Posljednja igra Hugo: Magic in the Trollwoods (2009.), koja je prikazana na službenoj stranici, nije povezana s radnjom originalne televizijske igre niti s bilo kojom prošlom verzijom igara.